# Django Unchained
Django Unchained (Django desencadenado en España y Django sin cadenas en Hispanoamérica) es una película estadounidense del género western escrita y dirigida por Quentin Tarantino, interpretada por un amplio reparto encabezado por Jamie Foxx, Leonardo DiCaprio, Christoph Waltz y Samuel L. Jackson. Se estrenó en los cines de Estados Unidos el 25 de diciembre de 2012 y recibió diversos galardones, como dos premios Oscar y dos Globos de Oro.

## Argumento
La historia comienza en Texas en 1858, dos años antes de estallar la Guerra de Secesión.
Un dentista y cazarrecompensas alemán, el doctor King Schultz (Christoph Waltz), consigue liberar a Django Freeman (Jamie Foxx), un esclavo negro vendido a los hermanos Speck (James Remar y James Russo). Después de "comprar" a Django (demostrando su gran habilidad con la pistola), Schultz se vale de él para encontrar a los proscritos más buscados del Sur como los tres hermanos Brittle (antiguos esclavistas que oprimieron a Django), vivos o muertos, sobre los que pesan sendas recompensas. 
A cambio, Schultz ofrecerá a Django su libertad y le enseñará el oficio de cazarrecompensas, enseñándole a usar la pistola. Cabe resaltar que, después de deshacerse de los hermanos Brittle, cuando ingresan a una hacienda de un famoso esclavista para comprar esclavos, Django y Schultz son perseguidos por un pequeño grupo de esclavistas, que llevan bolsas en la cabeza, por lo que Django y Schultz les tienden una trampa metiendo dinamita en el letrero del carromato de Schultz. Es allí donde Schultz descubre el talento de Django como tirador nato, al dar a Big Daddy en la cabeza desde una distancia considerable.
Tras pasar un invierno en el que Django y Schultz se llenan bien los bolsillos de dinero de las recompensas por eliminar bandidos, Schultz ofrece a Django la posibilidad de viajar a Misisipi para encontrar y liberar a su mujer Broomhilda (Kerry Washington), también esclava y a la que perdió cuando fue vendida hace tiempo. 
La búsqueda los lleva a una plantación de algodón propiedad de "Monsieur" Calvin J. Candie (Leonardo DiCaprio). Para contactar con el brutal y despiadado terrateniente, ambos protagonistas fingen estar interesados por las peleas de mandingos y proponen a Mons. Candie la compra de un luchador negro por 12.000 dólares, situación en la que Django se hace pasar por "negrero de negros". Durante el camino a Candyland (la plantación de Candie), se puede apreciar uno de los mayores actos de crueldad de la película: un luchador negro llamado D'Artagnan trata de escapar de Candyland, pero falla en el intento por tener un tobillo roto. Ante esto, Candie decide que ya no le sirve más y le ordena a sus esclavistas que lo ejecuten, dejando que los perros lo asesinen. Todo esto ante la mirada de Schultz y de Django.
Sin embargo, el esclavo de confianza de la mansión Candie, Stephen (Samuel L. Jackson), descubre que la verdadera intención de Schultz y Django es la de liberar a Broomhilda y pone en alerta a Candie, al poder comprar a la esclava por menos dinero, quien entonces les ofrece un trato de tómalo o déjalo ofreciéndoles a la mujer de Django por 12.000 dólares (lo que es una suma estratosférica, ya que solo cuesta 300). Si no aceptan, él puede hacer lo que quiera (asesinarla) ya que la esclava es de su propiedad. Django y Schultz, sin opciones, aceptan. Luego, cuando el trato se ha cerrado, Candie le pide al doctor que le dé la mano cerrando el trato entre caballeros. El doctor, asqueado por las vejaciones que ha presenciado, no lo tolera y da muerte al terrateniente. Luego el propio doctor es asesinado, lo que genera un brutal tiroteo masivo en la mansión durante el que Django mata a gran parte de los hombres de Candie.
Después del sangriento combate, Django se queda sin balas y es amenazado por Stephen, quien le dice que si no se rinde matarán a Broomhilda, lo que lo obliga a entregarse a los hombres de la mansión Candie. Tiempo después, como castigo, Django es torturado y entregado a unos esclavistas que lo llevan en camino a una mina. Django los engaña diciendo que Smitty Bacall (un criminal al cual Django y Schultz asesinaron) y su banda se encontraban en la mansión Candie y que la recompensa por su captura valía 11.500 dólares. Si le dejaran libre, él les daría parte de la recompensa. Los esclavistas le creen y le dan armas. Django les mata y roba un gran puñado de dinamita (Quentin Tarantino hace un cameo aquí como uno de los esclavistas). Django se dirige al lugar donde está el cadáver de Schultz con los papeles de compra de Broomhilda. Los toma y la rescata. Pero luego del rescate, aún tienen sed de venganza, lo que hace que después del funeral de Candie, Django llegue a la mansión y asesine a los hombres de Candie y a su hermana, burlándose al mismo tiempo. Sin embargo, deja vivo a Stephen para dispararle en las rodillas (por dejar morir negros siéndolo él). Después de eso, con la dinamita robada hace estallar la mansión Candie con Stephen dentro consumando la venganza y Django y Broomhilda se marchan juntos a caballo. En un último flashback se ve la vez en que Django aprendió a usar la pistola y cómo, al ver su gran habilidad, Schultz declara que Django será recordado como "la pistola más rápida del sur".

## Reparto
- Jamie Foxx como Django Freeman
- Christoph Waltz como Dr. King Schultz
- Leonardo DiCaprio como "Monsieur" Calvin J. Candie
- Kerry Washington como Broomhilda "Hildi" von Shaft
- Samuel L. Jackson como Stephen Warren
- Walton Goggins como Billy Crash
- Dennis Christopher como Leonide "Leo" Moguy
- James Remar como Butch Pooch / Ace Speck
- David Steen como el Sr. Stonesipher
- Dana Gourrier como Cora
- Nichole Galicia como Sheba
- Laura Cayouette como Lara Lee Candie-Fitzwilly
- Ato Essandoh como D'Artagnan
- Sammi Rotibi como Rodney
- Clay Donahue Fontenot como Luigi
- Miriam F. Glover como Betina
- Escalante Lundy como Big Fred
- Don Johnson como Spencer "Big Daddy" Bennett
- Franco Nero como Amerigo Vessepi

Otros papeles incluyen a James Russo como Dicky Speck, hermano de Ace Speck y antiguo propietario de Django. Tom Wopat, Omar J. Dorsey y Don Stroud interpretan al marshall estadounidense Gill Tatum, Chicken Charlie y al sheriff Bill Sharp, respectivamente. Bruce Dern aparece como el Viejo Carrucan, el dueño de la Plantación Carrucan. MC Gainey, Cooper Huckabee y Doc Duhame interpretan a los hermanos Big John Brittle, Roger "Lil Raj" Brittle y Ellis Brittle respectivamente, supervisores de las plantaciones de Carrucan y Big Daddy.
Jonah Hill interpreta a un "jinete encapuchado", miembro de un grupo supremacista blanco. Los papeles adicionales incluyen a Lee Horsley como Sheriff Gus, Rex Linn como Tennessee Harry, Misty Upham como Minnie y Danièle Watts como Coco. Russ Tamblyn aparece como el "hijo de un pistolero" y su hija Amber Tamblyn como la hija de un hijo de un pistolero. Zoë Bell, Michael Bowen, Robert Carradine, Jake Garber, Ted Neeley, James Parks y Tom Savini interpretan a los rastreadores de Candyland. Jacky Ido, que apareció en la película anterior de Tarantino, interpreta a uno de los esclavos en un papel no acreditado. Los actores Michael Parks como Roy y John Jarratt como Floyd, junto con el propio Tarantino en un cameo como Frankie, interpretan a los empleados de LeQuint Dickey Mining Company. Tarantino también aparece en la película como otro "jinete encapuchado" llamado Robert.
Para el protagonista, Django, se pensó al principio en Will Smith, pero finalmente el papel fue para Jamie Foxx.
Kevin Costner iba a interpretar a un sádico entrenador de esclavos que organiza peleas clandestinas en la plantación, pero al final por problemas de agenda se confirmó que no participaría en la película y que el papel sería interpretado por Kurt Russell. Sin embargo, el propio Russell abandonó el papel mientras el proyecto estaba en marcha. Finalmente fue Walton Goggins el llamado a interpretar a Billy Crash.
Inicialmente, Sacha Baron Cohen iba a formar parte del reparto con un pequeño cameo, pero finalmente no apareció por problemas de agenda.

## Premios
| Premio                 | Categoría                                                  | Candidatos                                | Resultado |
| ---------------------- | ---------------------------------------------------------- | ----------------------------------------- | --------- |
| Premios Óscar          | Mejor película                                             | Reginald Hudlin, Stacy Sher, Pilar Savone | Nominada  |
| Premios Óscar          | Mejor actor de reparto                                     | Christoph Waltz                           | Ganador   |
| Premios Óscar          | Mejor guion original                                       | Quentin Tarantino                         | Ganador   |
| Premios Óscar          | Mejor fotografía                                           | Robert Richardson                         | Nominado  |
| Premios Óscar          | Mejor montaje de sonido                                    | Wylie Stateman                            | Nominado  |
| Premios Globos de Oro  |                                                            |                                           |           |
| Mejor película - drama | Reginald Hudlin, Stacy Sher, Pilar Savone                  | Nominada                                  |           |
| Mejor director         | Quentin Tarantino                                          | Nominado                                  |           |
| Mejor actor de reparto | Leonardo DiCaprio                                          | Nominado                                  |           |
| Mejor actor de reparto | Christoph Waltz                                            | Ganador                                   |           |
| Mejor guion            | Quentin Tarantino                                          | Ganador                                   |           |
| Premios BAFTA          |                                                            |                                           |           |
| Mejor director         | Quentin Tarantino                                          | Nominado                                  |           |
| Mejor guion original   | Quentin Tarantino                                          | Ganador                                   |           |
| Mejor actor de reparto | Christoph Waltz                                            | Ganador                                   |           |
| Mejor montaje          | Fred Raskin                                                | Nominado                                  |           |
| Mejor sonido           | Mark Ulano, Michael Minkler, Tony Lamberti, Wylie Stateman | Nominados                                 |           |

## Desarrollo
El desarrollo de Django Unchained empezó en 2007, cuando Quentin Tarantino, hablando con The Daily Telegraph, discutió sobre una idea para hacer un spaghetti western ambientado en el sur profundo de Estados Unidos, que él llamó «southern», y basado en el personaje creado por Sergio Corbucci e interpretado por primera vez por Franco Nero. Tarantino afirmó que quería «hacer películas que trataran del horrible pasado de Estados Unidos con la esclavitud, pero como lo hacen los spaghetti westerns, no como las películas de temática social. Su intención fue tocar temas que nadie aborda en Estados Unidos porque se avergüenzan de ello y que otros países no tratan sobre ello porque no sienten que tengan derecho a hacerlo.
El 2 de mayo de 2011 se confirmó que el título de esta película sería Django Unchained y que contaría la venganza de un esclavo a su antiguo amo. Tarantino terminó el guion el 26 de abril de 2011, y entregó el proyecto definitivo a The Weinstein Company.
El rodaje comenzó en California el 11 de noviembre, Wyoming en febrero de 2012, y Luisiana en marzo de 2012. Es la primera película de Tarantino no montada por Sally Menke, fallecida en el año 2010.
Tarantino homenajeó a Franco Nero dándole un pequeño papel en la película, y rodando una emblemática escena donde él y Jamie Foxx se encuentran y se hablan brevemente.

## Lanzamiento
La película fue lanzada en DVD, Blu-ray y descarga digital el 16 de abril de 2013. En los Estados Unidos, la película ha recaudado $ 31,939,733 por ventas de DVD y $ 30,286,838 por ventas de Blu-ray, haciendo un total de $ 62,226,571.